# 劉翀 (永樂進士)
劉翀（1385年—？），字雲高，山東兗州府濟寧州人，明朝政治人物。

## 生平
永樂六年（1408年）戊子科山東鄉試第一名舉人（解元），十年（1412年）中式壬辰科會試第十五名，二甲第三名進士。授刑科給事中，改刑部陝西司主事，出為九真州判官，改翰林院修撰。

## 家族
曾祖劉居士；祖父劉克遜；父劉敬。